# Boys Diving, Honolulu
Boys Diving, Honolulu è un cortometraggio muto del 1901, diretto da Robert Kates Bonine.
Brevi filmati che ritraevano gruppi di bambini furono da subito molto popolari. Questo si distingue per il contesto geografico particolare, la qualità tecnica delle riprese e l'accurata struttura artistica della composizione. I bambini (i cui nomi non sono accreditati) interpretano se stessi con estrema naturalezza.

## Trama
Un gruppo di bambini hawaiani si tuffa in acqua da un pontile di legno. Sullo sfondo si vedono all'ancora cinque velieri, mentre una barca a motore attraversa il tratto di mare che separa i ragazzi dalle navi ancorate.

## Produzione
Il film fu prodotto dalla American Mutoscope & Biograph.

## Distribuzione
Il film fu distribuito dalla American Mutoscope & Biograph.

## Preservazione
Le copie conservate di questo breve film (con un tempo di esecuzione di circa 28 secondi) sopravvivono nella Library of Congress a Washington e negli archivi cinematografici e televisivi della Università della California, Los Angeles.